# Bodélé-Senke
Die Bodélé-Senke ist eine endorheische Senke und ein Sedimentbecken im Zentrum des Tschad am südlichen Rand der Sahara. In früheren niederschlagsreicheren Klimaperioden war diese Senke ein Auffangbecken für das aus dem Tschadsee im Bahr el-Ghazal überlaufende Wasser.

## Lage
Im Norden und Nordosten wird die Bodélé-Senke durch das Tibesti-Gebirge bzw. das Windkorrasionsgebiet von Borkou, im Westen durch den Erg du Bilma und im Osten und Süden durch das Wüstengebiet des Erg du Djourab begrenzt.
Dieses Gebiet umfasst eine Fläche von ca. 35.000 km², die sich von 16°05' bis 17°38' nördlicher Breite und 15°50' bis 18°50' östlicher Länge ausbreitet. Sie liegt ca. 600 km nördlich des heutigen Tschadsees und markiert mit 155 bis 180 m die tiefste Senke im Tschadbecken. Im Nordosten der Senke gibt es eine Häufung von Stellen, an denen die 150-m-Marke gerade noch unterschritten wird. Die Artikel-Koordinaten zeigen diesen tiefsten Teil der Senke an. Von hier aus liegt die nächstgelegene Oasenstadt Faya-Largeau rund 130 km entfernt im Nordosten.

## Erdgeschichte und Ökologie
Auf Satellitenbildern scheint die Oberfläche die Bodélé-Senke aus weißen, gelben Streifen und Flecken mit aufliegenden, nach Süden wandernden Sicheldünen zu bestehen. Bei dem weißen Oberflächenmaterial handelt es sich um stark erodierte, ausgedehnte Diatomitsedimente älterer Seeablagerungen, die auf älterem Dünensand liegen und großräumig von gelbfarbenen Sanden der jüngeren äolischen Sedimentationphase überdeckt werden. Man findet in der Bodélé-Senke zudem feines und loses Tonmaterial in Form von jüngeren Schwemmböden vor; sie haben sich aufgrund denudativer Prozesse im Tibesti-Gebirge in der Senke abgelagert.
In der Bodélé-Senke treten durchschnittlich an 100 Tagen im Jahr Staubstürme auf, die mineralisches Material erodieren und in höhere Atmosphärenschichten transportieren, in denen es vermutlich bis in das Amazonasgebiet getragen wird. Dabei ist nach wie vor umstritten, ob die Bodélé-Senke die Hauptquelle dieses Staubtransports darstellt oder nur eins von mehreren signifikanten Ursprungsgebieten ist. Der Staub besteht zu einem großen Teil aus Ablagerungen von Kieselalgen, da die Senke den früheren Grund eines großen prähistorischen Sees, des Mega-Tschad, darstellt und noch bis vor 4000 Jahren teilweise Wasser enthielt.